# Волгалла
Волгалла (англ. Walhalla) — крихітне містечко в Австралії, штат Вікторія, засноване в кінці 1862 року, як поселення золотодобувачів, найбільша кількість населення сягала до 4000 мешканців. Згідно з переписом 2016 року у містечку проживає 20 постійних мешканців, проте тут знаходиться досить велика кількість заміських будинків (дач). Містечко є популярним напрямком внутрішнього туризму.
Своє ім'я отримало від меморіалу слави германських народів Валгалла, що у Німеччині, назва якого у свою чергу походить від Вальгалла (Valhöll) — рай для воїнів у германо-скандинавській міфології.
Волгалла знаходиться в південно-східній Австралії, на сході штату Вікторії в історико-географічному регіоні Гіппсленд, приблизно за 180 кілометрів від столиці штату Мельбурна, на південному схилі Австралійських Альп, гірської системи Великого вододільного хребта.
Золото на цьому місці було виявлення чотирма шукачами, що обстежували долину річки Томсон, наприкінці грудня 1862 року. Заява на відкриття родовища була подана членом цієї групи, колишнім засудженим Едвардом Стрінгером. За відкриття йому була призначена винагорода у розмірі 100 фунтів стерлінгів, але скористатися з неї він не зміг по причині смерті у вересні 1863-го року. Проте поселення аж до 1868 року називалося на його честь — Стрінгерз Крік (Stringer's Creek, Ручай Стрінгера).
Старателі швидко вичерпали алювіальні поклади, тому з кінця 1863 року почалися пошуки підземних золотоносних жил. На щастя незабаром нове родовище було знайдено поблизу, біля урочища Happy-Go-Lucky (Безтурботне), де згодом також були знайдені поклади міді, навіть у більшому обсязі ніж золото. Необхідність добування корисних копалин шахтним методом унеможливило працю окремих старателів, тому їм на зміну прийшли великі на то й час австралійські гірничо-видобувні компанії, які мали змогу будувати складні інженерно-технічні споруди. Найприбутковішою у містечку була шахта — довгого тунелю, (Long Tunnel Extended Mine, LTEM), яка працювала з 1863 по 1911 рік і була п'ятою найбільшою золотовидобувною шахтою Австралії у колоніальну добу. Зараз вона використовується, як туристична принада.
Великий внесок у розвиток містечка зробили італійські іммігранти. Італійці працювали шахтарями та керівниками на шахтах, торгівцями, лісорубами та працівниками на лісопильнях, будівельниками та фермерами.
У 1910 році вузькоколійна залізниця була прокладена до Волгалли, яка зв'язала її з містом Моу та головною залізничною лінією Гіппсленду. Будівництво залізниці не врятувало містечко від поступового занепаду, поволі гірничо-видобувна галузь у Волгаллі стала збитковою, і як результат у 1914 році остання велика шахта була закрита, багато людей втратило роботу. Населення почало масово залишати містечко у пошуках кращих заробітків.
Починаючи з 1977 року у Волгаллі починається розвиток туристичної індустрії, що спричиняє реставрацію чи реконструкцію численних історичних будівель. Зокрема були відновлені готель Стар, інститут механіки та секція вузькоколійної залізниці між станціями Томсон та Волгалла.
Містечко є відправною точкою для 650-ти кілометрового пішохідного туристичного маршруту — Австралійська альпійська стежка (Australian Alps Walking Track). Волгалла має дві ділянки відведені для туристичних кемпінгів, безкоштовну Північні Сади (North Gardens) та платну Китайські Сади (Chinese Gardens).